# Pussy
"Pussy" je prvi singl njemačkog metal sastava Rammstein s njihovog šestog studijskog albuma Liebe ist für alle da. Za singl je snimljen kontroverzni spot s eksplicitnim snimkama seksa. 
To je ujedno i njihov prvi singl koji se nalazio na vrhu njemačke top liste, te jedina pjesma s albuma otpjevana na engleskom jeziku. Pjesma na satiričan način govori o seks turizmu.
Spot je režirao Jonas Åkerlund, te je objavljen 16. rujna 2009. U spotu, članovi sastava su prikazani kao stereotipni pornografski likovi. U odvojenim scenama, svaki član sastav počinje predigru s različitom ženom, te što se spot bliži kraju, scene postaju sve eksplicitnije, s prikazima oralnog i vaginalnog seksa.

## Popis pjesama
| Br. | Skladba              | Trajanje |
| --- | -------------------- | -------- |
| 1.  | »Pussy« (radio edit) | 3:48     |
| 2.  | »Rammlied«           | 5:19     |

## Top liste
| Top lista (2009.) | Pozicija |
| ----------------- | -------- |
| Austrija          | 4        |
| Eurochart Hot 100 | 6        |
| Finska            | 1        |
| Francuska         | 13       |
| Njemačka          | 1        |
| Švedska           | 22       |
| Švicarska         | 12       |
| UK Singles Chart  | 95       |
| UK Rock Chart     | 2        |